# Tour du Doubs 2016
Il Tour du Doubs 2016, trentunesima edizione della corsa e valido come prova di classe 1.1 dell'UCI Europe Tour 2016, si svolse l'11 settembre 2016 su un percorso di 182,8 km. Fu vinto dal francese Samuel Dumoulin, che terminò la gara in 4h02'12", alla media di 45,285 km/h, al secondo posto il belga Baptiste Planckaert e al terzo l'altro francese Thibault Ferasse.
Partenza da Morteau con 125 ciclisti, dei quali 86 completarono il percorso fino a Pontarlier.

## Squadre partecipanti
| N. | Cod. | Squadra                       |
| -- | ---- | ----------------------------- |
| -  | ASP  | AC Sparta Praha               |
| -  | ALM  | AG2R La Mondiale              |
| -  | ADT  | Armée de Terre                |
| -  | BUR  | Burgos BH                     |
| -  | COF  | Cofidis, Solutions Crédits    |
| -  | DMP  | Delko-Marseille Provence-KTM  |
| -  | DEN  | Direct Énergie                |
| -  | EUS  | Euskadi Basque Country-Murias |

| N. | Cod. | Squadra                          |
| -- | ---- | -------------------------------- |
| -  | FDJ  | FDJ                              |
| -  | FVC  | Fortuneo-Vital Concept           |
| -  | FRA  | Selezione francese               |
| -  | AUB  | HP-BTP Auber 93                  |
| -  | RLM  | Roubaix-Lille Métropole          |
| -  | CCD  | Differdange-Losch                |
| -  | ROT  | Team Roth                        |
| -  | WBC  | Wallonie Bruxelles-Group Protect |

## Ordine d'arrivo (Top 10)
| Pos. | Corridore             | Squadra        | Tempo    |
| ---- | --------------------- | -------------- | -------- |
| 1    | Samuel Dumoulin       | AG2R           | 4h02'12" |
| 2    | Baptiste Planckaert   | Wallonie       | s.t.     |
| 3    | Thibault Ferasse      | Armée de Terre | s.t.     |
| 4    | Eduardo Sepúlveda     | Fortuneo       | s.t.     |
| 5    | Nicolas Edet          | Cofidis        | s.t.     |
| 6    | Sébastien Reichenbach | FDJ            | a 3"     |
| 7    | Domenico Pozzovivo    | AG2R           | a 5"     |
| 8    | Roland Thalmann       | Team Roth      | a 29"    |
| 9    | Quentin Pacher        | Delko          | s.t.     |
| 10   | Anthony Delaplace     | Fortuneo       | s.t.     |